# Eddie Constantine
Pour les articles homonymes, voir Constantine.
Edward Constantinowsky, dit Eddie Constantine, né le 29 octobre 1917 à Los Angeles et mort le 25 février 1993 à Wiesbaden, est un chanteur et acteur américain d'expression francophone.

## Biographie
Edward Israël Constantinowsky, naît à Los Angeles, au sein d'une famille juive originaire d'Europe de l'Est : son père est un bijoutier russe et sa mère est polonaise. Il s'expatrie en France après l'échec d'une tentative de carrière hollywoodienne et pour suivre son ami John Berry, victime du maccarthysme.
Eddie Constantine s'est marié trois fois. Il a eu trois enfants avec sa première épouse, Helene Musil (1942-1976). Son mariage avec Dorothea Gibson n'a duré qu'un an (1977) avant que le couple ne divorce. Il épouse ensuite la productrice allemande Maya Faber-Jansen en troisième noces. Leur union durera jusqu'à la mort de l'acteur (1979-1993). Ils ont eu un enfant.

### Mort
Eddie Constantine meurt le 25 février 1993 à Wiesbaden (Allemagne) d'un infarctus du myocarde, à l'âge de 75 ans. Il laisse quatre enfants. Sa fille Tanya Constantine, née en 1943, est photographe. Sa fille Barbara Constantine, née en 1955, est écrivaine. Son fils Lemmy Constantine, né en 1957, est également chanteur et acteur. Sa fille Mia Constantine, née en 1981, est metteuse en scène.

### Carrière
Eddie Constantine veut faire carrière dans la chanson. Il fait ses classes à Vienne puis se produit à Paris dans les cabarets à la mode de l'époque. De retour au pays, n'ayant pas le succès escompté, il exerce la profession de figurant, puis tient un rôle dans Egypt by three, un film sans grand écho. Dépité de n'avoir pas fait carrière dans son pays natal, il repart pour l'Europe dans les années 1950. Il rencontre Édith Piaf après la mort de Marcel Cerdan, qui le fait engager pour La P'tite Lili, une comédie musicale qu'elle s'apprête à interpréter. Il traduit pour elle, en anglais, des chansons de son répertoire les plus connus des années 1950 dont, en particulier, La Vie en rose et Hymne à l'amour.

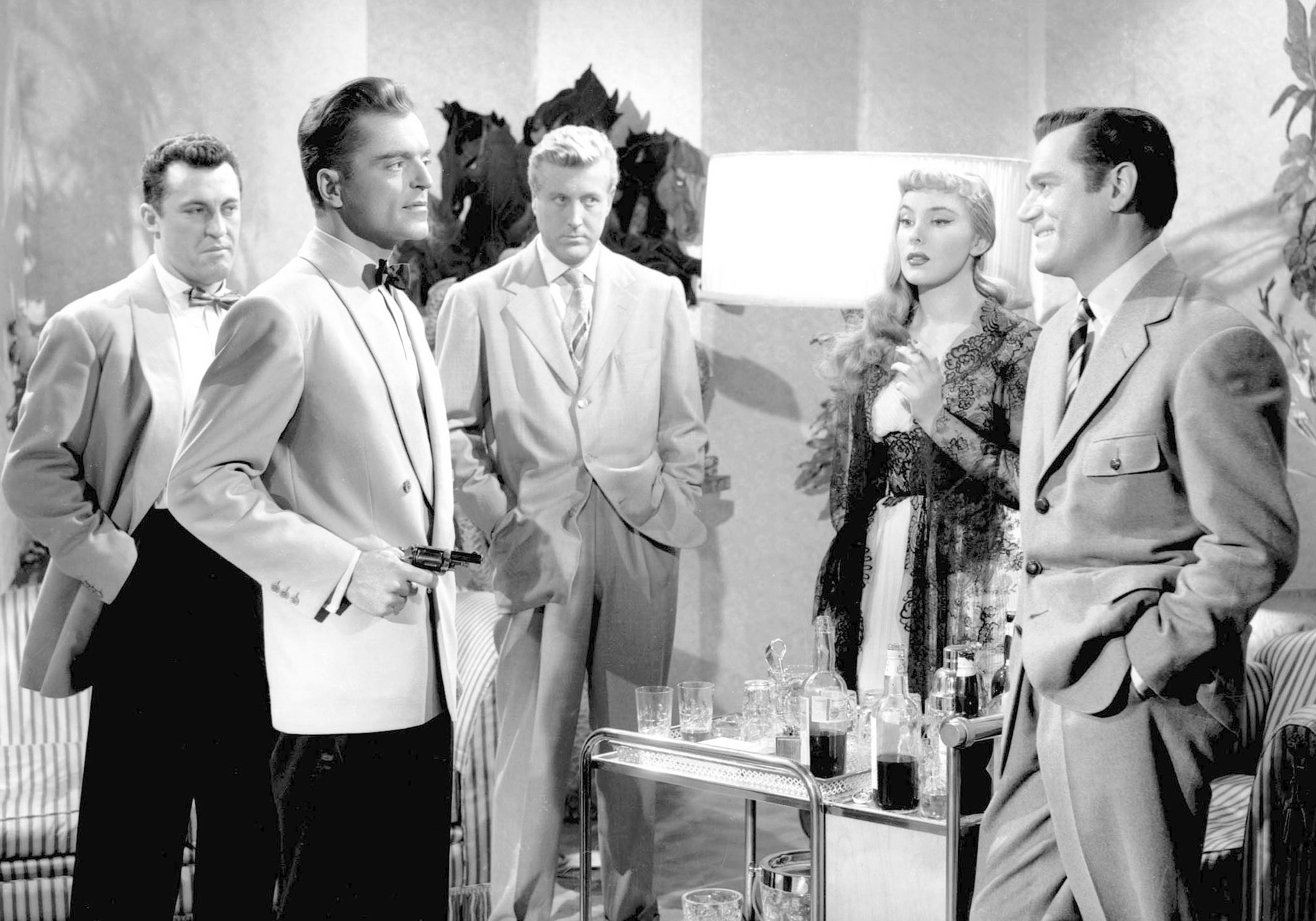
En 1952 (à droite), sur le tournage de La Môme vert-de-gris.

Il devient une vedette en France en interprétant le rôle de l'agent secret Lemmy Caution dans La Môme vert-de-gris (1953), adapté d'une série noire de Peter Cheyney, rôle d'un type suave, séduisant et lisse qu'il reprend dans une série de films : Cet homme est dangereux (1953), Ça va barder (1953), Je suis un sentimental (1955), Lemmy pour les dames (1961) et À toi de faire... mignonne (1963). Il décrit plus tard son personnage de film comme ayant été « James Bond avant James Bond ». Constantine devient une vedette du cinéma français et européen des années 1950 et 1960 avec sa gouaille et son accent américain qu'il accentue volontairement. Il enregistre également plusieurs chansons de charme à succès et fait paraître sous son nom quelques romans, notamment Votre dévoué Blake (1955), aux Presses de la Cité (collection Un Mystère no 226) ; et Le Propriétaire (1975), J.C. Lattès.

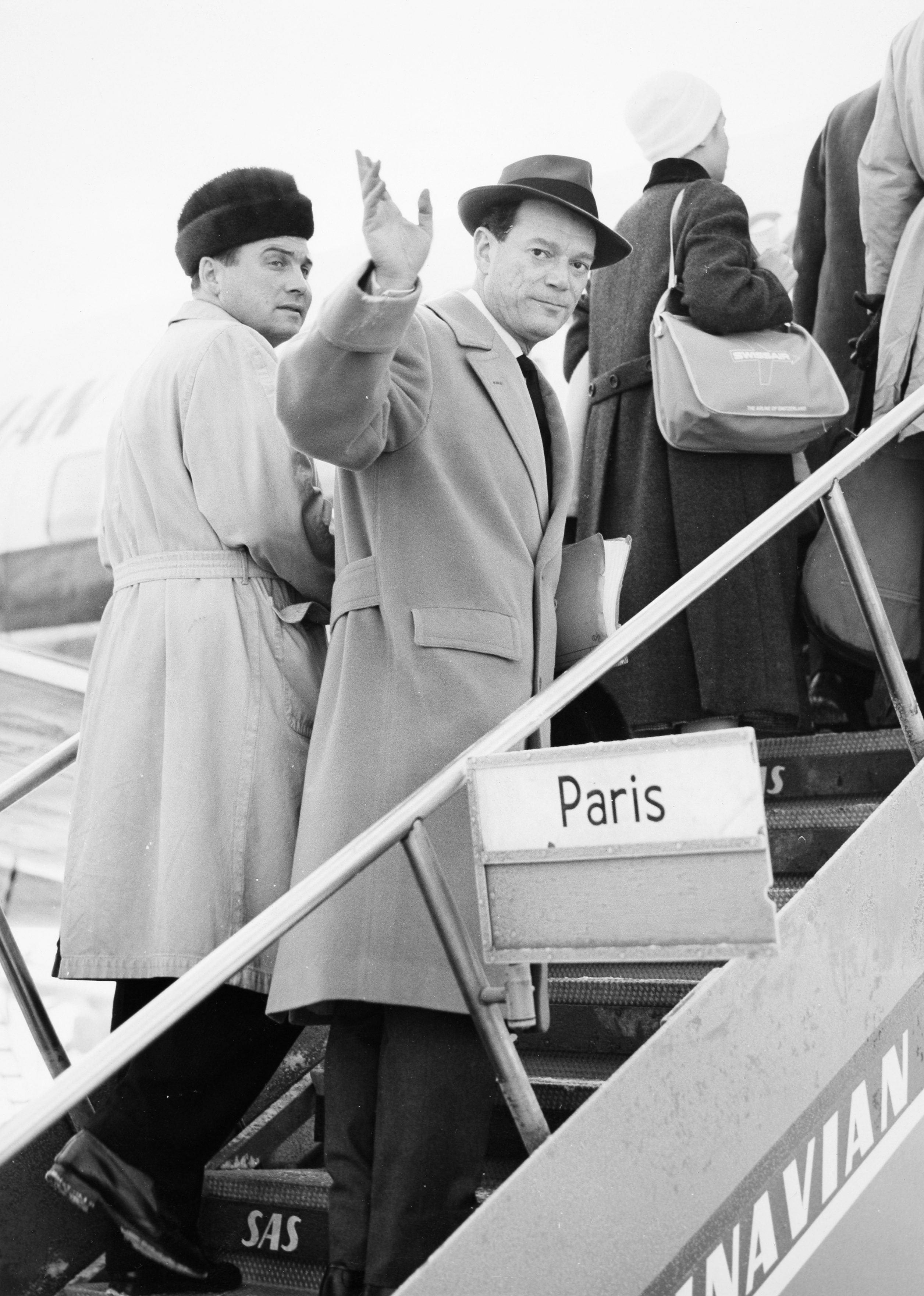
Eddie Constantine à l'aéroport de Copenhague, en 1958.

Les films d'Eddie Constantine sont généralement des séries B d'action au ton souvent léger et humoristique. Se considérant avant tout comme un chanteur, il ne prend pas sa carrière de comédien au sérieux et, les années passant, s'occupe de plus en plus de son écurie de courses. Au milieu des années 1960, il tente de renouveler son image en jouant dans des films artistiquement plus ambitieux, comme Lucky Jo (1964) de Michel Deville et surtout Alphaville, une étrange aventure de Lemmy Caution (1965) de Jean-Luc Godard, où il reprend son personnage habituel dans un contexte atypique. Mais son succès commercial décline à cette époque en France. En 1968, il tourne avec Johnny Hallyday dans À tout casser de John Berry.
Marié à une Allemande, il s'installe en Allemagne de l'Ouest et continue d'apparaître dans des longs métrages et des productions de la télévision, comme Le Monde sur le fil.

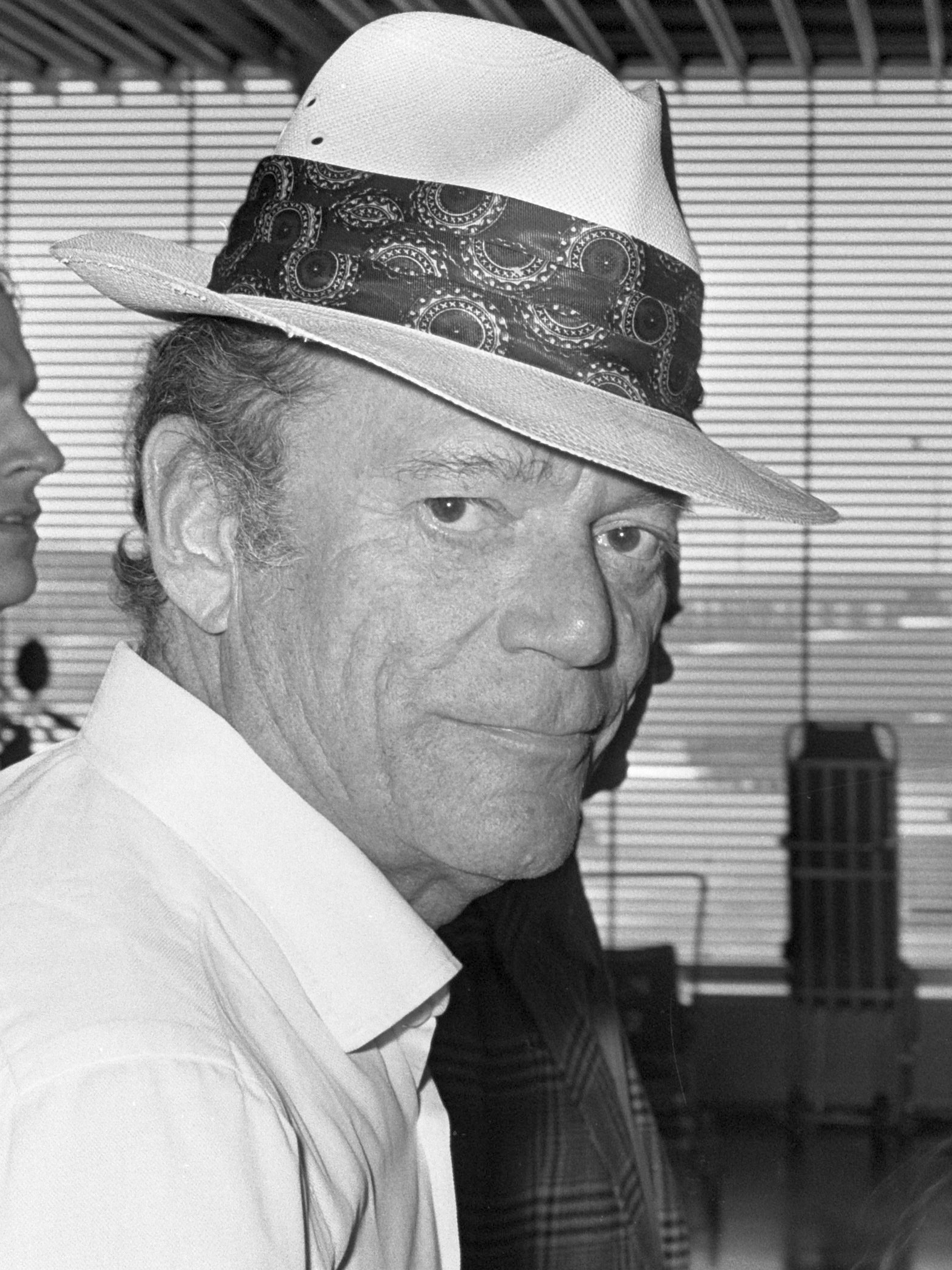
L'acteur et chanteur en 1972.

Durant la deuxième partie de sa carrière, Eddie Constantine est fréquemment employé par des metteurs en scène européens d'avant-garde, comme William Klein, Rainer Werner Fassbinder ou Mika Kaurismäki. Au début des années 1990, il joue dans Europa de Lars von Trier, puis dans Allemagne année 90 neuf zéro, film expérimental de Jean-Luc Godard où il reprend une dernière fois le rôle de Lemmy Caution.
Eddie Constantine s'est toujours considéré avant tout comme un chanteur. Il a embrassé la carrière d'acteur pour s'amuser mais aussi par nécessité pécuniaire.

## Discographie
- 1953 : 	Aimer comme je t’aime
- 1953 : 	Il n’y a qu’à moi
- 1953 : 	Les Quatre Cents Coups
- 1953 : 	Ma petite folie
- 1953 : 	Maria Chapdelaine
- 1953 : 	Pleure pas Nellie
- 1953 : 	Ton mariage
- 1953 : 	Toujours plus belle
- 1954 : 	Ah ! les femmes
- 1954 : 	Bientôt le soleil
- 1954 : 	C’est si bon
- 1954 : 	Ça bardait
- 1954 : 	Ça me démange
- 1954 : 	Ça y est
- 1954 : 	Ce diable noir
- 1954 : 	Dans la foule
- 1954 : 	Deux pour aimer
- 1954 : 	Et bâiller et dormir
- 1954 : 	Je t’aime comme ça
- 1954 : 	L’Enfant de la balle
- 1954 : 	La Fille des bois
- 1954 : 	Le Gaucho
- 1954 : 	Le Soudard
- 1954 : 	Les Amoureux du Havre
- 1954 : 	Les Trottoirs
- 1954 : 	Mon rêve m’a dit
- 1955 : 	Amoureux de toi
- 1955 : 	Au loin dans la plaine
- 1955 : 	C’est toi
- 1955 : 	Dans tes yeux
- 1955 : 	Gina
- 1955 : 	Je suis un sentimental
- 1955 : 	L’Homme et l’Enfant
- 1955 : 	Laisse-moi rêver de toi
- 1955 : 	Le Scaphandrier
- 1955 : 	Ma petite voleuse
- 1955 : 	Mon ami réveille-toi
- 1955 : 	Old man river
- 1955 : 	Petite si jolie
- 1955 : 	Si, si, si
- 1955 : 	Tous mes rêves passés
- 1955 : 	Tout simplement je t’aime
- 1956 : 	Avec ces yeux-là
- 1956 : 	C’est inouï la veine que j’ai
- 1956 : 	Ce n’est pas toujours drôle, le cinéma
- 1956 : 	Chanson pour Noël
- 1956 : 	Dis-moi quelque chose de gentil
- 1956 : 	Et tout ça
- 1956 : 	Hop digui-di
- 1956 : 	Je prends les choses du bon côté
- 1956 : 	Je suis… tu es
- 1956 : 	L’Aventure
- 1956 : 	La Ballade des truands
- 1956 : 	La Rose tatouée
- 1956 : 	La Valse
- 1956 : 	Le Rock du marin
- 1956 : 	Les Petits Santons
- 1956 : 	Merci, monsieur Schubert
- 1956 : 	Mes pieds
- 1956 : 	Noël blanc
- 1956 : 	Paris bohème
- 1956 : 	Petit Papa Noël
- 1956 : 	Portrait d’une inconnue
- 1956 : 	Quand les hommes vivront d’amour
- 1956 : 	Rock, rock
- 1956 : 	Si ma vie recommençait
- 1956 : 	Sonny boy « Mon petit »
- 1956 : 	Venise
- 1956 : 	Vous, mon cœur
- 1956 : 	Voyage à deux
- 1957 : 	Cigarettes, whisky et p’tites pépées
- 1957 : 	Je vais revoir ma blonde
- 1957 : 	Laisse tomber
- 1957 : 	Le Gran Bluff
- 1957 : 	Le Tendre Piège
- 1957 : 	Mon amour
- 1957 : 	Mon bon vieux phono
- 1957 : 	Pour garder le tempo
- 1957 : 	Ronde ronde
- 1959 : 	Attention à la femme
- 1959 : 	C’est à peine croyable
- 1959 : 	Ce bon dieu d’amour
- 1959 : 	Donne, donne, donne
- 1959 : 	Hello bonjour
- 1959 : 	Il n’y a que toi pour faire ça
- 1959 : 	J’ai des tics
- 1959 : 	J’en ai marre
- 1959 : 	Jamais, jamais plus
- 1959 : 	L’amitié c’est ça
- 1959 : 	L’Ennui
- 1959 : 	Les Mauvais Coups
- 1959 : 	Quand tu viens chez moi, mon cœur
- 1959 : 	S’il y en a pour un
- 1959 : 	Si, si, si bien
- 1959 : 	Tu joues avec le feu
- 1960 : 	Aimons-nous
- 1960 : 	Le Rêve est plus fou
- 1960 : 	Ravissante
- 1960 : 	Spécialisation
- 1963 : 	Le Soleil dans les yeux
- 1963 : 	Ne verse pas de larmes
- 1963 : 	Oui, ça devait m’arriver
- 1963 : 	Que tu le veuilles ou non
- 1965 : 	Des frissons partout
- 1965 : 	Hey, Mr. Caution
- 1965 : 	Plus fort qu’on imagine
- 1965 : 	Rien ne vaut un bon whisky
- 1974 : 	Cet homme
- 1974 : 	Fais-pas cette tête là !
- 1974 : 	Je cherche une femme
- 1974 : 	Le Parapluie
- 1974 : 	Mon enfant
- 1974 : 	Petite fille de vingt ans
- 1974 : 	Quand tu as des sous
- 1975 : 	Good bye, Marilyn
- 1975 : 	Hit parade

## Filmographie

### Cinéma
- 1936 : Born to Dance : figurant
- 1950 : Les chansons s'envolent (court métrage) d'Henri Verneuil : chansons filmées
- 1953 : Egypt by Three de Victor Stoloff : Nick (troisième segment)
- 1953 : La Môme vert-de-gris de Bernard Borderie : Lemmy Caution
- 1953 : Cet homme est dangereux de Jean Sacha : Lemmy Caution
- 1954 : Les femmes s'en balancent de Bernard Borderie : Lemmy Caution
- 1954 : Repris de justice (Avanzi di galera) de Vittorio Cottafavi : Franco Cesari
- 1954 : Votre dévoué Blake de Jean Laviron : Larry Blake
- 1955 : Ça va barder de John Berry : Johnny Jordan
- 1955 : Je suis un sentimental de John Berry : Barney Morgan
- 1956 : Vous pigez ? de Pierre Chevalier : Lemmy Caution
- 1956 : Les Truands de Carlo Rim : Jim Esposito
- 1956 : Ce soir les jupons volent de Dimitri Kirsanoff : M. Howard
- 1956 : L'Homme et l'Enfant de Raoul André : Fred Barker
- 1956 : Bonsoir Paris, bonjour l'amour de Ralph Baum : lui-même
- 1957 : Folies-Bergère d'Henri Decoin : Bob Wellington
- 1957 : Le Grand Bluff de Patrice Dally : Eddie F. Morgan
- 1957 : Ces dames préfèrent le mambo de Bernard Borderie : Burt Brickford
- 1957 : Rendez-vous avec Maurice Chevalier numéro 1 (court métrage) de Maurice Regamey
- 1958 : Incognito ou Les femmes aiment ça (Incognito) de Patrice Dally : Bob Stanley
- 1958 : Bien joué mesdames (Hoppla, jetzt kommt Eddie) de Werner Klingler : Eddie Petersen
- 1958 : Passeport pour la honte (Passport to Shame) d'Alvin Rakoff : Johnny McVey
- 1959 : Du rififi chez les femmes d'Alex Joffé : Williams
- 1959 : Larry agent secret (en) (The Treasure of San Teresa) d'Alvin Rakoff : Larry Brennan
- 1959 : SOS Pacific de Guy Green : Mark
- 1960 : Une nuit à Monte-Carlo (Bomben auf Monte Carlo) de Georg Jacoby : Capitaine Eddie Cronen
- 1960 : Comment qu'elle est ? de Bernard Borderie : Lemmy Caution
- 1960 : Chien de pique d'Yves Allégret : Patrick
- 1960 : Ravissante de Robert Lamoureux : apparition
- 1960 : Ça va être ta fête de Pierre Montazel : John Lewis / John Jarvis
- 1961 : Me faire ça à moi de Pierre Grimblat : Eddie MacAvoy
- 1961 : En pleine bagarre (Mani in alto) de Giorgio Bianchi : Felice Esposito
- 1961 : Cause toujours, mon lapin de Guy Lefranc : Jackson
- 1961 : Cléo de 5 à 7 d'Agnès Varda : l'arroseur
- 1962 : Une grosse tête de Claude de Givray : Naps
- 1962 : Les Sept Pêchés capitaux - dans le sketch La paresse de Jean-Luc Godard : lui-même
- 1962 : Lemmy pour les dames de Bernard Borderie : Lemmy Caution
- 1962 : Bonne chance, Charlie de Jean-Louis Richard : Charlie
- 1962 : L'Empire de la nuit de Pierre Grimblat : Eddie
- 1962 : Nous irons à Deauville de Francis Rigaud : apparition
- 1963 : Les Femmes d'abord de Raoul André : Bobby Carao
- 1963 : Comme s'il en pleuvait (Tela de araña) de José-Luis Monter : Eddie Ross
- 1963 : À toi de faire... mignonne de Bernard Borderie : Lemmy Caution
- 1963 : Des frissons partout de Raoul André : Jeff Gordon
- 1963 : Vienne reste toujours Vienne (Rote Lippen soll man küssen) de Franz Antel : lui-même
- 1963 : Lykke og krone de Coljörn Helander et Stein Saelen : apparition
- 1964 : Comment trouvez-vous ma sœur ? de Michel Boisrond : apparition
- 1964 : Laissez tirer les tireurs de Guy Lefranc : Jeff Gordon
- 1964 : Nick Carter va tout casser d'Henri Decoin : Nick Carter
- 1964 : Lucky Jo de Michel Deville : Lucky Jo
- 1964 : Ces dames s'en mêlent de Raoul André : Jeff Gordon
- 1965 : Faites vos jeux, mesdames ou Feu à volonté de Marcel Ophüls : Mike Warner
- 1965 : Cent briques et des tuiles de Pierre Grimblat : Le consommateur au bar
- 1965 : Alphaville, une étrange aventure de Lemmy Caution de Jean-Luc Godard : Lemmy Caution
- 1965 : Je vous salue mafia de Raoul Lévy : Rudy
- 1965 : Nick Carter et le Trèfle rouge de Jean-Paul Savignac : Nick Carter
- 1966 : Cartes sur table (Cartas boca arriba) de Jesús Franco : Al Pereira
- 1966 : Ça barde chez les mignonnes (Residencia para espías) de Jesús Franco : Dan Leyton
- 1967 : Ces messieurs de la famille de Raoul André : le cousin Lemmy
- 1968 : À tout casser de John Berry : Ric
- 1969 : Les Gros Malins de Raymond Leboursier : Eddie
- 1969 : Lions Love d'Agnès Varda : lui-même
- 1970 : Malatesta de Peter Lilienthal : Malatesta
- 1971 : Prenez garde à la sainte putain (Warnung vor einer heiligen Nutte) de Rainer Werner Fassbinder : lui-même
- 1971 : Haytabo (Eddie geht weiter) d'Ulli Lommel : le professeur
- 1973 : Geen paniek de Ko Koedijk : Bill Silkstocking
- 1974 : Une baleine qui avait mal aux dents de Jacques Bral : Eddie
- 1975 : Souvenir of Gibraltar d'Henri Xhonneux : Jo, le père
- 1975 : Der Zweite Frühling d'Ulli Lommel : Frank Cabot
- 1977 : Mort au sang donneur (Bloedverwanten) de Wim Lindner : le prêtre
- 1977 : Le Couple témoin de William Klein : Jean-Michel
- 1978 : Les monstres sont toujours vivants (It Lives Again) de Larry Cohen : Dr Forrest
- 1979 : La Troisième Génération (Die Dritte Generation) de Rainer Werner Fassbinder : Peter Lurz
- 1979 : Bildnis einer Trinkerin d'Ulrike Ottinger
- 1980 : Exit... nur keine Panik de Franz Novotny
- 1980 : Panische Zeiten d'Udo Lindenberg
- 1980 : Le Cerveau du super-gang (Car-Napping - Bestellt, geklaut, geliefert) de Wigbert Wicker : Laroux, l'officier de police
- 1980 : Racket : Du sang sur la Tamise (The Long Good Friday) de John Mackenzie : Charlie
- 1981 : Rote Liebe - Wassilissa : Pawel Pawlowitsch
- 1981 : Tango durch Deutschland de Lutz Mommartz : Eddie
- 1981 : Neige de Juliet Berto et Jean-Henri Roger : Pierrot
- 1981 : Oasis (court métrage) de Burghardt Schlicht
- 1981 : Freak Orlando d'Ulrike Ottinger : Säulenheiliger
- 1982 : Rote Liebe de Rosa von Praunheim : Pawel Pawlowitsch
- 1982 : Boxoffice de Josef Bogdanovitch : Hugh Barren
- 1983 : Das Mikado-Projekt de Torsten Emrich
- 1983 : Der Schnüffler d'Ottokar Runze : Gregori Ustinov
- 1983 : La Bête noire de Patrick Chaput : le patron du bar américain
- 1984 : Seifenblasen d'Alfred Ninaus
- 1984 : Tiger - Frühling in Wien de Peter Patzak : Lemmy Caution
- 1984 : Flight to Berlin de Christopher Petit
- 1984 : Uno Scugnizzo a New York de Mariano Laurenti : Sammy
- 1985 : Paul Chevrolet en de ultieme hallucinatie de Pim de la Parra : Boy Pappa
- 1985 : Hold-up : apparition (passe de jiu-jitsu dans une scène avec Jacques Villeret)
- 1986 : Makaroni Blues de Bela Csepesanyi : Lemmy Caution
- 1987 : Pehavý Max a strasidlá de Jaraj Jakubisco : Vodník Alojz
- 1987 : Helsinki-Napoli (Helsinki Napoli All Night Long) de Mika Kaurismäki : le vieux gangster
- 1989 : Europa, abends de Claudia Schröder : Mr. Hardayle
- 1991 : Europa de Lars von Trier : Colonel Harris
- 1991 : Allemagne année 90 neuf zéro de Jean-Luc Godard : Lemmy Caution
- 1991 : Tokyo no kyujitsu de Naoki Nagao : apparition
- 1993 : Three Shake-a-Leg Steps to Heaven d'Andy Bausch : Don Fabrizzi

### Télévision
- 1970 : Eine Rose für Jane : Boss
- 1971 : Supergirl - Das Mädchen von den Sternen de Rudolph Thöme : invité de la fête chez Polonsky
- 1972 : Wir sind drei
- 1973 : Le Monde sur le fil (Welt am Draht) : l'homme dans la Rolls Royce
- 1977 : Raid sur Entebbe (Raid on Entebbe) d'Irvin Kershner : Capitaine Michel Becaud
- 1978 : Zwei himmlische Töchter (feuilleton) : Slim Nesbit (épisode Ein Cowboy nach Spanien)
- 1979 : Victor de Walter Bockmayer
- 1981 : Zwischen Mond und Sonne de Recha Jungmann
- 1982 : De bien étranges affaires (feuilleton) : Occono (segment Lourde gueuse)
- 1982 : Les Fugitifs : M. John
- 1982 : Les Nouvelles Brigades du Tigre de Victor Vicas, épisode Made in USA de Victor Vicas : Cosmano
- 1982 : Le Moulin à remonter le poivre, série Délires de Jean-Noël Roy
- 1984 : Rambo Zambo : Harry
- 1984 : Une aventure de Phil Perfect (feuilleton) : Lemmy
- 1984 : Série noire : J'ai bien l'honneur de Jacques Rouffio : Mike Parker
- 1984 : Quei trentasei gradini, de Luigi Perelli (série télévisée RAI)
- 1986 : Le Privé (Las Aventuras de Pepe Carvalho) (série télévisée) : Walter Davis
- 1986 : Roncalli (série télévisée) : Pablo
- 1987 : La Tante de Frankenstein (Frankensteinova teta) (feuilleton) : Alois (Wassermann)
- 1988 : Les Cinq Dernières Minutes épisode Pour qui sonne le jazz de Gérard Gozlan
- 1989 : Rivalen der Rennbahn (série télévisée)
- 1989 : Le Retour de Lemmy Caution : Lemmy Caution

## Théâtre
- 1951 : La P'tite Lili, comédie musicale en deux actes et huit tableaux, livret Marcel Achard, musique Marguerite Monnot, A.B.C.

## Publications

### Romans
- Votre dévoué Blake, Paris, Presses de la Cité, coll. « Un mystère », no 226, 1955
- Le Propriétaire, Paris, éditions Jean-Claude Lattès, 1975 ; réédition coll. « J'ai lu », no 805, 1978
- L'Homme tonnerre, Paris, éditions Jean-Claude Lattès, 1978

### Autre publication
- Cet homme n'est pas dangereux, Paris, Presses de la Cité, coll. « Coup d'œil », 1955